# Negativimpedanzkonverter

Schaltungsaufbau eines NIC mit Hilfe eines Operationsverstärkers.

Ein Negativimpedanzkonverter, im Englischen als Negative Impedance Converter abgekürzt NIC bezeichnet, ist eine Form von Impedanzkonverter, die einen elektrisch negativen Widerstand darstellt. Mit dieser elektronischen Schaltung ist es möglich, den immer positiven Widerstandswert eines elektrischen Widerstandbauelementes in einen negativen Widerstandswert umzuwandeln.
Ein negativer Widerstand stellt eine Umkehrung des als ohmsches Gesetz bekannten Zusammenhangs zwischen der elektrischen Spannung U und dem durch den konstanten Widerstand R fließenden elektrischen Strom I dar:
{\displaystyle U=R\cdot I}
Ein Negativimpedanzkonverter, wie in nebenstehender Schaltskizze dargestellt, realisiert an seinen Anschlussklemmen für die externe Spannungsquelle Vs, bei R3 gleich R2, folgenden Zusammenhang:
{\displaystyle V_{s}=-I_{s}\cdot R_{1}}
Dies bedeutet, dass in die externe Spannungsquelle Vs ein umso größerer Strom fließt, je höher deren Spannung ist. Mit anderen Worten, es fließt eine elektrische Leistung in die Spannungsquelle. 
Die Spannungsquelle wird mit dem negativen Widerstand Rin
{\displaystyle R_{\text{in}}=-R_{3}\cdot {\frac {R_{1}}{R_{2}}}}
belastet. Wie erwähnt gibt dieser Leistung an die Spannungsquelle ab und kann daher prinzipiell nur mit aktiven elektronischen Schaltungen realisiert werden, die beispielsweise aus Operationsverstärkern bestehen.
Da obige Gleichung auch bei Wechselspannung gilt, lässt sich der Widerstand R1 im Konverter auch durch eine komplexe Impedanz Z, bestehend aus Spulen oder Kondensatoren, ersetzen. In dieser so gebildeten Konfiguration ist der NIC Grundlage des Gyrators, einer Schaltung, mit der man eine beliebige Impedanz in ihre duale Impedanz umwandeln kann, beispielsweise eine elektrische Kapazität in eine Induktivität. 
Der praktische Nutzen liegt darin, dass sich elektrische Kapazitäten in Form von Kondensatoren wesentlich leichter und kostengünstiger herstellen lassen, als dies bei Induktivitäten in Form von Spulen der Fall ist. Der Negativimpedanzkonverter spielt daher bei der Realisierung von analogen elektrischen Filtern ohne Spulen eine bedeutende Rolle.

Kompensation des unerwünschten Innenwiderstandes

Eine weitere Anwendung dieser Schaltung liegt darin, unvermeidliche, aber unerwünschte Innenwiderstände von realen Quellen kompensieren zu können. In nebenstehender Abbildung ist eine reale Stromquelle mit unerwünschtem Innenwiderstand Rs, in roter Umrandung, dargestellt. Durch externes Parallelschalten eines betragsmäßig gleich großen negativen Widerstandes Rs lässt sich damit aus Sicht des Verbrauchers ZL eine ideale Stromquelle mit dem idealen Innenwiderstand von unendlich hohem Wert (∞ Ω) realisieren.